# Tea Island
Tea Island är en ö i territoriet Falklandsöarna (Storbritannien). Den ligger i den västra delen av landet. Arean är 4,0 kvadratkilometer.
Terrängen på Tea Island är platt. Öns högsta punkt är 196 meter över havet. Den sträcker sig 2,6 kilometer i nord-sydlig riktning, och 3,3 kilometer i öst-västlig riktning. Ön är täckt av hed.  